# Epuraea deubeli
Epuraea deubeli är en skalbaggsart som beskrevs av Edmund Reitter 1898. Epuraea deubeli ingår i släktet Epuraea, och familjen glansbaggar. Arten är reproducerande i Sverige.